# حقوق معنوی
حقوق معنوی یا حقوق اخلاقی حقوق پدیدآورندگان آثار دارای حق تکثیر می‌باشد که به‌طور عمومی در حوزه قضایی حقوق مدون شناخته می‌شود و تا حد کمتری در بعضی حوزه‌های قضایی کامن‌لا. حقوق معنوی شامل حق انتساب اثر به خالق، حق انتشار یا عرضه به صورت ناشناس یا با نام مستعار و حق حفظ تمامیت اثر (مانند هرگونه تغییر یا تحریف) می‌شود. حقوق معنوی از هرگونه حقوق اقتصادی وابسته به حق تکثیر جدا هستند، حتی اگر پدیدآورنده حق تکثیر خود برای اثری را به دیگری منتقل کند، حقوق معنوی اثر همچنان برای وی محفوظ می‌ماند.
حقوق معنوی اولین بار قبل از اینکه در سال ۱۹۲۸ به کنوانسیون برن برای حمایت از آثار ادبی و هنری افزوده شوند، در فرانسه و آلمان به رسمیت شناخته شد. کانادا نیز در Flow خود حقوق معنوی را به رسمیت می‌شناسد، اگرچه ترجمه واژه استفاده شده در وضع قانون به فرانسوی "droits moraux" است، نه "droit d'auteur" که به حق تکثیر به صورت کلی اشاره دارد. درحالی‌که ایالات متحده آمریکا در سال ۱۹۸۸ به کنوانسیون برن پیوست، حقوق معنوی را هنوز به‌طور کامل به عنوان بخشی از قانون حق تکثیر خود به رسمیت نمی‌شناسد، بلکه به عنوان بخشی از بدنه‌های دیگر قانون مانند افترا و رقابت ناعادلانه. در آمریکا «قانون ۱۹۹۰ حقوق هنرمندان تجسمی» حقوق معنوی را به رسمیت می‌شناسد ولی تنها به هنرهای تجسمی تعلق می‌گیرد.

## در ایران
حقوق معنوی در ایران نیز به رسمیت شناخته می‌شود، البته در قوانین ایران به نوع این حقوق اشاره‌ای نشده‌است. طبق ماده ۴ قانون حمایت حقوق مؤلفان و مصنفان و هنرمندان حقوق معنوی پدیدآورنده محدود به زمان و مکان نیست و غیرقابل انتقال است.

## در افغانستان
حقوق معنوی در قانون کاپی‌رایت افغانستان نیز به رسمیت شناخته می‌شود، به موجب مادهٔ ۱۱ قانون حمایت حقوق مؤلف، مصنف، هنرمند، و محقق (مصوب ۱۳۸۷ شمسی) «حقوق معنوی اثر منحصر به پدیدآورنده بوده، قابل انتقال نمی‌باشد». همچنین قانون حقوق ذیل را برای پدیدآورنده محفوظ نگه داشته‌است:
1. ذکر یا عدم ذکر نام یا نام مستعار در اثر.
2. منع هر نوع استفاده از اثر که منافی حیثیت و اعتبار آن گردد.
3. اعتراض بر هر نوع تحریف، تغییر شکل یا تصرف در اثر.[۴]